# 河头镇 (遂溪县)
河头镇，是中华人民共和国广东省湛江市遂溪县下辖的一个乡镇级行政单位。

## 行政区划
河头镇下辖以下地区：
河头村、虎溪村、吴排村、割山村、田西村、双村、山域村、新市村、干塘村、吾良村和上坡村。